# Prescottiinae
Prescottiinae zijn een subtribus van de Cranichideae, een tribus van de orchideeënfamilie (Orchidaceae)
De subtribus omvat zeven geslachten en ongeveer honderd soorten.
Prescottiinae-soorten zijn terrestrische orchideeën met een vlezige wortelstok omringd door een velamen. De bladeren zijn zacht en staan in een basale spiraal. De bloeiwijze is een eindstandige of okselstandige spiraalvormige aar. De bloemen zijn klein tot middelgroot, niet-geresupineerd, met een eenvoudige bloemlip. Het gynostemium is meestal zeer kort, met één rechtopstaande meeldraad, een eindstandig viscidium en vier pollinia.
Prescottiinae-soorten zijn orchideeën van de Neotropen (Midden- en Zuid-Amerika). Slechts één soort is te vinden in Noord-Amerika.

## Taxonomie
De subtribus Prescottiinae, zoals gedefinieerd door Robert L. Dressler (1993), is een parafyletische groep. De samenstelling van deze subtribus is dus nog onderhevig aan wijzigingen.
- Geslachten:
  - Aa Rchb.f.
  - Altensteinia Kunth
  - Gomphichis Lindl.
  - Myrosmodes 
  - Porphyrostachys Rchb.f.
  - Prescottia Lindl.
  - Stenoptera C.Presl